# Doris Mosig
Doris Mosig (1955) es una deportista de la RDA que compitió en remo. Ganó dos medallas de oro en el Campeonato Mundial de Remo, en los años 1974 y 1975.

## Palmarés internacional
| Campeonato Mundial | Campeonato Mundial       | Campeonato Mundial | Campeonato Mundial |
| Año                | Lugar                    | Medalla            | Prueba             |
| ------------------ | ------------------------ | ------------------ | ------------------ |
| 1974               | Lucerna (Suiza)          | Medalla de oro     | Ocho con timonel   |
| 1975               | Nottingham (Reino Unido) | Medalla de oro     | Ocho con timonel   |